# Trupanea denotata
Trupanea denotata är en tvåvingeart som beskrevs av Hardy 1980. Trupanea denotata ingår i släktet Trupanea och familjen borrflugor. Inga underarter finns listade i Catalogue of Life.